# Reinhold H. Mai
Reinhold H. Mai (* 1957) ist ein deutscher Autor und Übersetzer.

## Leben
Mai arbeitet im Bereich Science-Fiction und Fantasy. Er schrieb für das Rollenspiel Das Schwarze Auge sowie für die Reihe Battletech. Für letztere Reihe sowie für MechWarrior übersetzte Mai mehrere Werke, darunter Bücher von Michael A. Stackpole und Loren L. Coleman. Außerdem ist er Übersetzer des Fantasy-Zyklus Düsterer Ruhm von Stackpole.

## Werke
- 1988: Gaukelspiel (Droemer Knaur, München)
- 1994: Kleinodien. Das Beste aus dem Aventurischen Boten (Fantasy Productions, Erkrath)
- 1995: Mechkrieger. Das Battletech-Rollenspiel (Fantasy Productions, Erkrath)
- 1995: Battletech Hardware – Handbuch 3031 (Fantasy Productions, Erkrath)
- 2001: Battletech – Blutsverrat (Fantasy Productions, Erkrath)
- 2002: Battletech – die Welt des 31. Jahrhunderts (Heyne, München)
- 2002: Feuertaufe (Fantasy Productions, Erkrath)
- 2003: Finale (Heyne, München)
- 2003: Geisterkrieg (Heyne, München)
- 2003: Operation Risiko (Heyne, München)
- 2004: Battletech – Das Schwert und der Dolch (Fantasy Productions, Erkrath)
- 2005: Den Toten dienen (Heyne, München)
- 2005: Classic Battletech – Die Albatros-Akte (Fantasy Productions, Erkrath)
- 2006: Der Flug des Falken (Heyne, München)
- 2006: Der Stachel des Skorpions (Heyne, München)
- 2006: Soldatenehre (Heyne, München)
- 2007: Battletech – In Ungnade (Fantasy Productions, Erkrath)
- 2011: ClassicBattleTech – Wiege der Basilisken (Ulisses, Waldems)

Übersetzungen (Auswahl)
- 1988: Waffen & Rüstungen (Gerstenberg, Hildesheim)
- 2009: Das verlorene Land (Heyne, München)
- 2009: Die Saga der neuen Welt (Heyne, München)
- 2010: Eden (Heyne, München)
- 2010: Der Kampf um die alte Welt (Heyne, München)
- 2010: Die neue Welt (Heyne, München)